# Бельгия на зимних Олимпийских играх 1998
Бельгия принимала участие в Зимних Олимпийских играх 1998 года в Нагано (Япония) в шестнадцатый раз за свою историю, и завоевала одну бронзовую медаль.

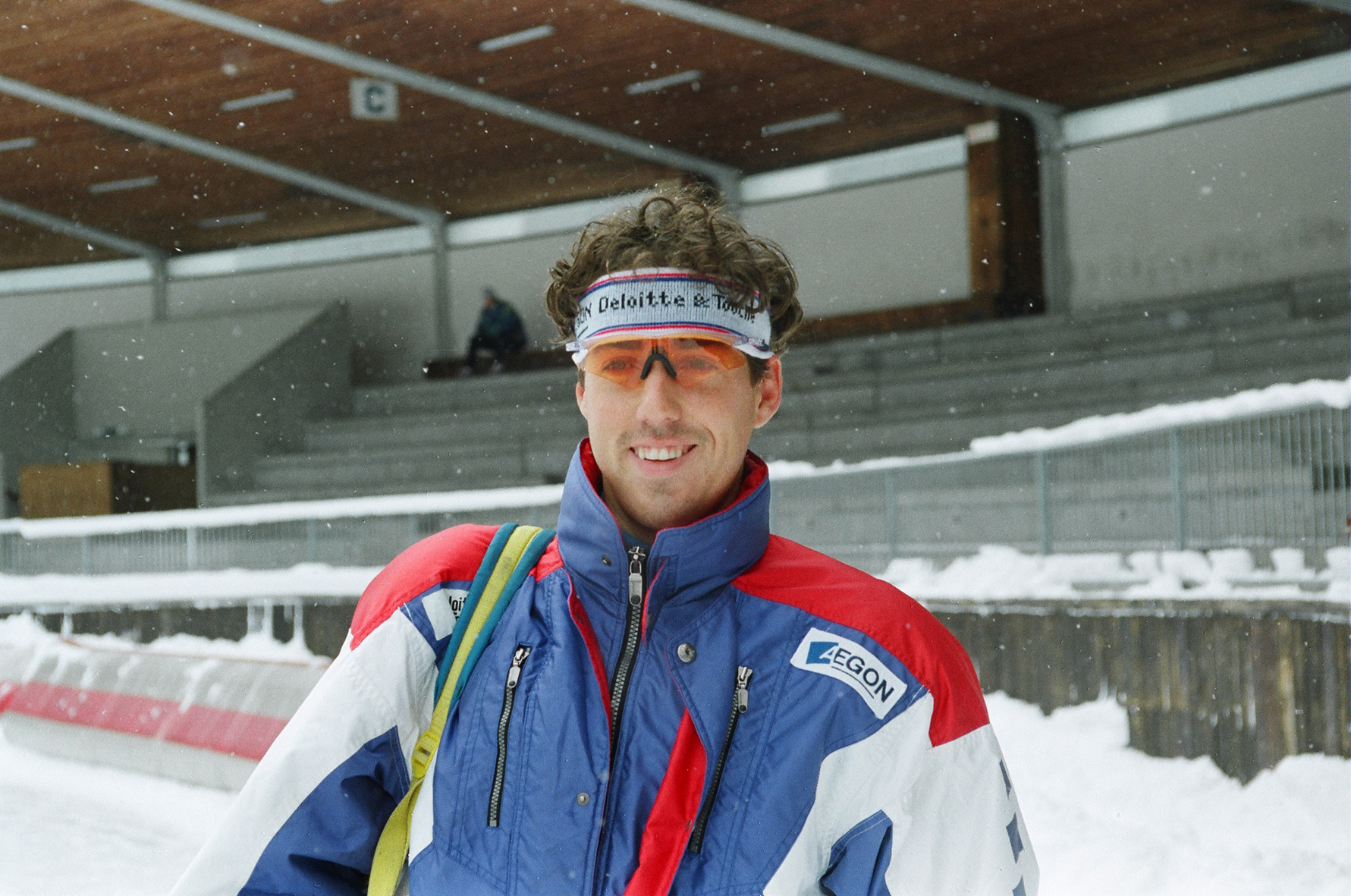
Барт Велдкамп

## Бронза
- Конькобежный спорт, мужчины — Барт Велдкамп[1][2].

Ранее Велдкамп выступал за сборную Нидерландов. Перед Олимпийскими играми 1998 года он сменил гражданство на бельгийское, чтобы не проходить тяжёлые отборочные соревнования в Нидерландах. Бронзовая медаль на 5000 м, которую Велдкамп выиграл в Нагано, стала первой медалью в конькобежном спорте для Бельгии.

## Результаты

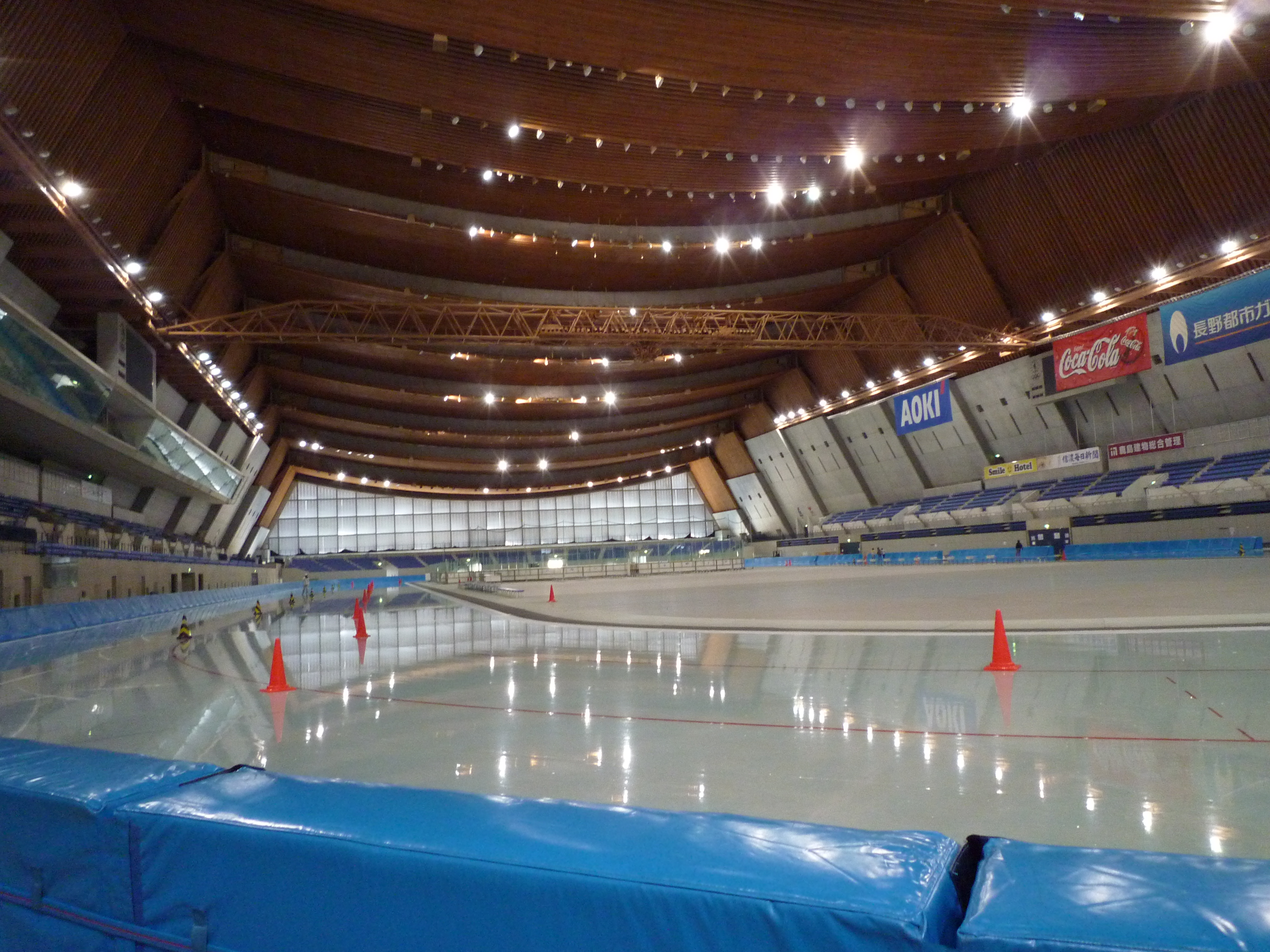
Каток М-Вейв

Соревнования прошли с 8 по 18 февраля на крытом катке М-Вейв в Нагано. Было разыграно 10 комплектов медалей, по 5 у мужчин и женщин. Впервые на Олимпиаде были использованы коньки с отрывным лезвием (клапы), появившиеся в 1997 году.
Результат Велдкампа на дистанции 5000 м стал мировым и олимпийским рекордом: он стал первым, кто преодолел дистанцию меньше, чем за шесть с половиной минут. Но рекорд продержался лишь несколько минут, пока его не побили Ринтье Ритсма, а потом Джанни Ромме, получившие серебряную и золотую медали соответственно.
| Дистанция | Спортсмен     | Результат | Результат |
| Дистанция | Спортсмен     | Время     | Место     |
| --------- | ------------- | --------- | --------- |
| 1500 м    | Барт Велдкамп | 1:51.73   | 17        |
| 5000 м    | Барт Велдкамп | 6:28.31   | 3         |
| 10000 м   | Барт Велдкамп | 13:29.69  | 4         |